# Nomos
Nomos var et nationalkonservativt, akademisk tidsskrift med artikler, der fra 2003-2010 udkom to gange årligt som tidsskrift. Fra 2003-2005 blev Nomos redigeret af Adam Wagner og fra 2005-2010 af Morten Uhrskov Jensen. Mange af artiklerne kan i dag læses på hjemmesiden. Navnet Nomos kommer af oldgræsk νόμος (nómos), der betyder lov, skik, brug og orden.
Begrebet bruges inden for sociologi til at beskrive social eller politisk adfærd. Nomos beskrev sig selv som "et alternativ til vor tids stadig fremherskende humanistisk-naivistiske verdensbillede."